# Rathenauplatz (Dresden)
Der Rathenauplatz ist ein Platz östlich der Inneren Altstadt Dresdens. In der innerstädtischen Nord-Süd-Verbindung, die Teil der Bundesstraße 170 ist, bildet er den Übergang von der St. Petersburger Straße zur Carolabrücke. Wichtigstes Bauwerk am Platz ist die Neue Synagoge. Benannt ist der Platz nach Walther Rathenau.

## Geschichte
An der Stelle des heutigen Rathenauplatzes befand sich ursprünglich die Bastion Mars der Stadtbefestigung und nach deren Schleifung der Militärbauhof. Der Platz entstand mit dem Bau der Carolabrücke um 1895 und wurde 1898 als Amalienplatz benannt. Während der NS-Zeit hieß er Schlageterplatz und danach bis 1971 sowie seit 1990 wieder Rathenauplatz.